# 蔣曰梅
蔣曰梅（1689年—1752年），字子中，號謹齋，江南蘇州府吳縣人，清朝政治人物。

## 生平
蔣曰梅為蘇州婁關蔣氏家族蔣燦玄孫。祖父蔣之逵，父蔣文瀾，母王氏（1672-1716）。蔣曰梅為蔣文瀾第三子，有兄蔣曰樑，弟蔣曰棠、蔣曰杞、蔣曰萊等。蔣曰梅為吳縣監生，雍正六年（1728年）任湖廣荊門州知州，升戶部廣東司員外郎，十三年（1735年）誥授奉政大夫，乾隆十七年（1752年）卒。

## 家庭
夫人為康熙十六年（1677年）丁巳科舉人胡德邁女；繼妻為陸肯堂第六女（1695-1765）；側室王氏、顧氏、徐氏、包氏及俞氏。有七子：蔣曾熙、蔣大烈、蔣曾烈、蔣大焻、蔣大勳、蔣曾熺 及蔣世煥。